# Katarina Livljanić
Katarina Livljanić (née en 1966) est une chanteuse, directrice artistique et musicologue croate.

## Biographie
En 1985, Katarina Livljanić intègre le Conservatoire national supérieur de musique de Zagreb en Croatie pour suivre une maîtrise en musicologie. Elle est diplômée d'un doctorat de 3e cycle en musicologie en 1992 avec le sujet Le chant d'Exultet dans la cathédrale de Zagreb : depuis la fondation de l'évêché (1094) jusqu'au premier missel imprimé (1511).
Après s'être installée en France, elle poursuit sa formation approfondie en chant et en musicologie médiévale avec un diplôme d'études approfondies (DEA) puis un doctorat en musicologie médiévale à l'École pratique des hautes études, dont elle ressort diplômée en 1998.
En 2016, elle est nommée chevalier de l'ordre des Arts et des Lettres par le ministère de la Culture et de la Communication de la République française.

## Carrière professionnelle

### Direction artistique et chant
En 1997, Katarina Livljanić fonde l'ensemble Dialogos, dont elle assure la direction artistique. La musicienne réinterprête le répertoire médiéval enrichi d'une forte composante théâtrale,. En 2002, elle a été  conseillère artistique invitée du Festival de musique ancienne d’Utrecht. En 2012, elle intervient comme artiste résidente au Festival Laus polyphoniae d'Anvers. Elle est également invitée à plusieurs reprises par l'Université d'Harvard aux États-Unis, comme enseignant invité ou artiste en résidence.
En qualité d'interprète, elle se spécialise dans l’interprétation du plain-chant et de la musique liturgique du Moyen Âge,.
En 2007, Katarina Livljanić remporte le prix de la meilleure interprétation musicale au Festival de Split pour le spectacle Judith. La pièce est inspirée du poème épique en vers de Marko Marulic, datant de 1501. Accompagnée d'Albrecht Maurer à la vièle et de Norbert Rodenkirchen à la flûte traversière, la chanteuse et comédienne interprète  les personnages de Judith et Holopherne, tout comme leurs voix intérieures sur une mise en scène de Sanda Herzic. Une captation du spectacle est éditée chez Alpha productions en 2013.

### Enseignement et recherches
Katarina Livljanić est à l'origine du programme d’interprétation dédiée au plain-chant médiéval au sein de l’université de Limerick en Irlande. Elle est invitée comme visiting lecturer ou artiste en résidence (1997, 2003, 2011) à Harvard University. 2007, elle séjourne, comme professeure invitée aux côtés du harpiste et chanteur Benjamin Bagby, au Wellesley College. La musicienne intervient auprès des universités européennes et américaines telles l'université de Boston, la Schola Cantorum Basiliensis ou la Fondation Cini, afin d'animer des master-classes consacrées au chant médiéval.
Docteure en musicologie, elle est embauchée en 1999 commee Ingénieur de recherche à l’Institut de Recherche et d’Histoire des Textes (CNRS, Paris/Orléans), puis, comme Maître de Conférences à l’université Paris-Sorbonne (2000-2019) où elle dirige le master professionnel en interprétation de musique médiévale,. Katarina Livljanić est membre de l'Institut de recherche en musicologie (IReMus, créé en 2014) de l'université Paris-Sorbonne - CNRS, du Laboratoire d'excellence Religions et sociétés dans le monde méditerranéen (RESMED), ainsi que du groupe de recherche Cantus Planus de la Société internationale de musicologie,,. Depuis 2019, elle est nommée professeur de chant à la Schola Cantorum Basiliensis.
Elle est l'auteure d'un volume de la préstigieuse Paléographie Musicale, fondée en 1889 par les moines de Solesmes. Elle publie les articles musicologiques dans les revues spécialisées (cf. la liste des publications ci-bas).

## Discographie

### Ensemble Dialogos
- 1999 : Terra Adriatica : chants liturgiques des terres croates et italiennes eu Moyen Âge, Empreintes DIGITALes
- 2002 : Lombards et barbares : guerres, musique et liturgie à Monte Cassino et en Italie méridionale au Moyen Âge, Arcana
- 2003 : Répertoire grégorien et vieux-romain dans le CD accompagnant le livre : Treitler, Leo, With Voice and Pen, Coming to Know Medieval Song and How it was Made, Oxford University Press
- 2004 : La vision de Tondal : à la recherche des chantres glagolitiques et latins de la Dalmatie médiévale, Arcana
- 2009 : Abbo Abbas : polyphonies françaises et anglaises de l’an mil, Ambronay Édition
- 2013 : Judith : une histoire biblique de la Croatie renaissante, (DVD + CD + film documentaire), Alpha productions
- 2016 : Dalmatica. Chants sacrés de l'Adriatique, Arcana
- 2019 : Balaam et Josaphat, Bouddha - un saint chrétien ? Arcana
- 2021 : Swithun ! Démons et miracles à Winchester en l'an Mille, Arcana

### Ensembles Dialogos et Sequentia
- 2005 : Guerres de chantres : globalisation carolingienne du plain chant liturgique, Sony-BMG

### Ensemble Alla Francesca
- 2000 : Cantigas de Santa Maria, opus 111

## Publications
- Katarina Livljanić, Montecassino, Archivio dell'Abbazia, ms. 542. Antiphonaire (12e s.), Éditions de Solesmes, coll. « Paléographie musicale », vol. XXIII, 2014, 340 p.  (ISBN 2852742241)
- Barlaam & Josaphat. Bouddha – un saint chrétien ?, multimedia e-book, Outhere Music, Arcana 2019.
- Barlaam & Josaphat. Buddha – a christian saint?, multimedia e-book, Outhere Music, Arcana 2019.
- Christelle Cazaux-Kowalski, Katarina Livljanić, Daniel Saulnier, Lingua mea calamus scribae : mélanges en l’honneur de Marie-Noël Colette, Éditions de Solesmes, coll. « Études grégoriennes », 2009, 370 p.  (ISBN 2852743396)
- "Odrednice skladateljstva Krste Odaka" (Caractères déterminants de l'œuvre de Krsto Odak), Arti musices, 19/1988, n. 2, p. 173-184.
- "Bratovstinska pjesma 'Braco, brata sprovodimo' i mrtvacko stenje 'Prosti mi, Gospode' u sluzbi za mrtve na otoku Pasmanu (sela Mrljane i Tkon) i u Biogradu na moru" (Le chant congréganiste "Braco, brata sprovodimo" et la prière mortuaire "Prosti mi, Gospode" dans l'office des morts sur l'île de Pasman (villages Mrljane et Tkon) et à Biograd), Studia ethnologica, 1/1989, n. 1, p. 165-182.
- "Madrigali Gian Domenica Martorette, talijanskog skladatelja 16. stoljeca, posveceni uglednicima Poreca, Zadra i Dubrovnika" (Les madrigaux de G. D. Martoretta, le compositeur italien du XVIe siècle, dédiés aux notables croates), Arti musices, 21/1990, n. 1, p. 45-58.
- "Nepoznati procesional zagrebacke stolnice" (Un processionnal inédit de la cathédrale de Zagreb), Arti musices, 23/1992, n. 1, p. 3-14.
- "Skica o glazbenome zivotu u zagrebackoj stolnici u srednjemu vijeku" (La vie musicale dans la cathédrale de Zagreb au Moyen Age), Zagreb i zagrebacka biskupija 1094-1994., Zagreb, Duhovni stol, 1995, p. 521-526.
- "Exultet", Die Musik in Geschichte und Gegenwart, Baerenreiter Velag, Kassel, 1995, vol. 3, col. 253-258.
- "Slicnost / Srodnost: neki aspekti svagdanjega oficija u cassinskome antifonariju iz 12. stoljeca" (Similitude / Parenté: quelques aspects de l'office férial dans l'antiphonaire cassinien du XIIe siècle), Arti musices, 26/1 (1995), p. 5-17.
- "Per hebdomadam à Monte Cassino : Quelques aspects de l'office férial dans l'antiphonaire Monte Cassino, Archivio della Badia, ms. 542", Cantus Planus. Papers Read at the Cantus Planus IMS Study Group, Sopron 1995, Budapest 1998, p. 391-402.
- "Antifonario, Monte Cassino, Archivio dell'Abbazia, ms. 542", dans: I Fiori e' Frutti santi. San Benedetto, la Regola, la santità nelle testimonianze dei manoscritti cassinesi, éd. M. DELL'OMO, Ministero per i Beni Culturali e Ambientali - Centro Tibaldi, Milano 1998, p. 162-163.
- "Entre la Dalmatie et l'Europe Centrale: Y-t-il un Exultet de Zagreb?", dans : Tuksar, Stanislav (éd.), Zagreb and Music 1094-1994, Zagreb, Hrvatsko Muzikolosko Drustvo, 1998, p. 57-68.
- "Dixit Isaac patri suo: un regard sur la ponctuation dans un manuscrit liturgique noté", dans : Glazba, rijeci i slike: svecani zbornik za Koraljku Kos / Music, words and images: essays in honour of Koraljka Kos (éd. V. Katalinic - Z. Blazekovic), Zagreb, Hrvatsko muzikolosko drustvo, 1999, p. 177-184.
- "Music (The Age of Cathedrals and Monasteries, 12th - 15th century)", dans : The Croats, Christianity, Culture, Art (éd.  V. Malekovic - A. Baduriuna). Zagreb, Ministry of Culture of the Republic of Croatia - The Galery of Klovicevi dvori, 1999, p. 183-191.
- "Gregorien ou bénéventain, monastique ou séculier ? Quelques gloses autour de l’office férial dans l’antiphonaire Monte Cassino 542", dans : Medieval Music Cultures on the Eastern and Western Shores of the Adriatic until the beginning of the 15th century, Croatian Musicological Society, Zagreb 2000, p. 259-274.
- "Cum cantu promiscuo, Grego videlicet atque Latino... Peut-on oublier ses racines musicales ?", dans : Chanson pouvez aller pour tout le monde. Recherches sur la mémoire et l’oubli dans le chant medieval. Hommage à Michel Zink (éd. A. M. Babbi et C. Galderisi), Paradigme, Orléans 2001, p. 83-97.
- "Modalité orale et modalité écrite :Attribution modale des antiennes dans l'antiphonaire et le tonaire de Monte Cassino", Etudes grégoriennes, XXX (2002), p. 5-51.
- "A Note about Chant performance", dans: Treitler, Leo, With Voice and Pen, Coming to Know Medieval Song and How it was Made, Oxford university Press, 2003, p. XXV-XXVI.
- "Giving Voice to Gregorian Chant or Coping with Modern Orthodoxies",   Basler Jahrbuch für historische Musikpraxis, 26 (2002), p. 47-58.
- "L’interprète face aux sources musicales : honnête, authentique, charlatan ?",  A portée de notes : musiques et mémoire, Actes du colloque ARALD (Grenoble, 1’-15 octobre 2003),  ARALD-FFCB, Grenoble 2004, p. 51-66.
- "Un témoin du chant grégorien à Monte Cassino", dans : L’art du chantre carolingien (éd. Christian Jacques Demollière), Metz, Editions Serpenoise, 2004, p. 83-90.
- "Re-devenir un scribe médiéval, ou Comment transformer un antiphonaire médiéval en base de données", Jardin de musique, V/I (2008), p. 9-21.
- "L’interprétation du répertoire polyphonique du XIIe siècle : Congaudeant catholici du Codex Calixtinus", dans : Le Commentaire auditif de spécialité. Recherches et propositions (éd. Danièle Pistone), Université de Paris-Sorbonne, Observatoire musical français, 2008, p. 109-124 (Conférences et séminaires, no 37).
- "Novo zrcalo za Marulicevu Juditu" (A mew mirror to Marulic’s Judita), dans: Glazba prijelaza. Svecani zbornik za Evu Sedak / Music of Transition. Essays in honour of Eva Sedak, (éd : N. Gligo - D. Davidovic – N. Bezic), Zagreb, Artresor – HRT, 2009, p. 184-187.
- "Lamentations de Jérémie glagolitiques sur l’île de Hvar en Croatie : peut-on 'traduire' le chant ?" dans : Daniel SAULNIER – Katarina LIVLJANIC – Christelle CAZAUX-KOWALSKI (éds.), Lingua mea calamus scribae. Mélanges en l’honneur de Marie-Noël Colette, Editions de Solesmes, 2009, p. 253-273.
- "Giving Voice to Gregorian Chant or Coping with Modern Orthodoxies" (nouvelle version) dans : Honey MECONI (éd.), Medieval Music (The Library of Essays on Music Performance Practice), Ashgate, 2011, p. 15-26.
- "Ensemble Dialogos : Videnie Tondalja", Vestnik pravoslavnogo Svjato-Tihonovskogo gumanitarnogo universiteta, Moscou, 2 (2011), p. 65-71.
- "L’enregistrement de la Messe de la Sorbonne" (avec Benjamin Bagby), dans : Frédéric BILLIET (éd.), La Messe de la Sorbonne, PUPS, Paris, 2012, 59-60.
- "What is wrong with those women? Redovnice i gregorijanski koral" (What is wrong with those women? Nuns and Gregorian chant) dans: Dalibor DAVIDOVIC – Nada BEZIC (éd.), New Unknown Music. Essays in Honour of Niksa Gligo, DAF, Zagreb, 2012, p. 229-238.
- "When Isaac Speaks: the Responsory Dixit isaac patri suo in the Montecassino Antiphonary", dans : Nicola TANGARI (éd.), Musica e liturgia a Montecassino nel medioevo, Viella, Rome, 2012, p. 133-151.
- "The Genealogy According to St. Luke in Beneventan Dalmatia. Does the Scribe help the Singer ?", dans : Michael Scott CUTHBERT – Sean GALLAGHER – Christoph WOLFF (éd.), City, Chant and the Topography of Early Music. In Honor of Thomas Forrest Kelly, Harvard University Press, Cambridge - London, 2013, p. 101-122.
- "Nekoliko rastresenih pisara ili komu sluzi zapis? Dva fragmenta s beneventanskom genealogijom po Luki iz srednjovjekovne Dalmacije" (Quelques chantres dissipés ou à qui sert le manuscrit ? Deux fragments bénéventains de la Généalogie selon st Luc de la Dalmatie médiévale), Arti musices, 45/2014, n. 2, p. 147-158.
- "Les sources du plaint-chant de l’aire culturelle croate au Moyen âge" (avec Hana Breko Kustura), Etudes grégoriennes, 42/2015, p. 99-123.
- "Les répons de l'office férial dans l'antiphonaire Montecassino, Archivio dell'Abbazia, ms 542", dans: Mariano DELL'OMO - Federico MARAZZI - Fabio SIMONELLI - Cesare CROVA (éd.), Sodalitas. Studi in memoria di Don Faustino Avagliano, Montecassino, 2016, p. 559-577 (Miscellanea Cassinese, vol. 86).
- "The Silence of Medieval Singers" (co-auteur avec Benjamin Bagby), dans M. EVERIST & T. KELLY (eds.), The Cambridge History of Medieval Music (The Cambridge History of Music), Cambridge: Cambridge University Press, 2018, vol 1, p. 210–235.
- "Le chant liturgique dans la vie quotidienne en Dalmatie médiévale" (co-auteur avec Hana Breko-Kustura), dans B. CASEAU-CHEVALLIER & E. NERI (eds.), Rituels religieux et sensorialité (Antiquité et Moyen Âge), Milano: Silvana Editoriale, 2021, p. 365–379.

## Distinctions

### Honneurs nationaux
- Prix de l'Institut musical croate pour le meilleur étudiant en musicologie du Conservatoire national de musique, 1989
- Décoration par le président de la République de Croatie pour le travail accompli dans le domaine culturel, 2002
- Prix Mousikè pour le travail sur le patrimoine musical méditerranéen, Bari, 2009
- Prix du Musée Mestrovic pour la promotion du patrimoine culturel croate, 2009
- Chevalière de l'ordre des Arts et des Lettres, 2016

### Récompenses musicales
- Diapason d'or, Terra Adriatica, Ensemble Dialogos, 1999
- Diapason d'or, Lombards et Barbares, Ensemble Dialogos, 2002
- Diapason d’or de l'année, La Vision de Tondal, Ensemble Dialogos, 2004
- Coup de cœur de l’Académie Charles-Cros en musique ancienne, La Vision de Tondal, Ensemble Dialogos, 2005
- Prix de la meilleure interprétation musicale au Festival de Split pour le spectacle Judith, Ensemble Dialogos, Croatie, 2007
- Edinburgh Herald Angel pour le spectacle La Vision de Tondal, Ensemble Dialogos, Edinburgh International Festival, 2009
- Diapason d'or, Dalmatica, Ensemble Dialogos, 2016

## Bourses
- Karl Franzens - Université de Graz, 1990
- Institut de musicologie de l'Académie des sciences de Hongrie, Budapest, 1990
- Bourse du Gouvernement français, 1992/93
- Fondation Ezio Franceschini, Florence, 1993
- George Soros - Open Society Foundation, 1994-96
- Artiste en résidence pour la recherche et création du programme « Guerre de chantres » en collaboration avec Benjamin Bagby, Ensemble Sequentia, université Harvard, Département de musique, 2003
- Cornille Visiting Profesor, Wellesley College, 2007
- Blodgett Distinguished Artist en résidence, université Harvard, Département de musique, 2011
- Fondazione Giorgio Cini, Venise 2017